# Primula glutinosa
Primula glutinosa är en viveväxtart som beskrevs av Wulf. in Jacq. Primula glutinosa ingår i släktet vivor, och familjen viveväxter. Inga underarter finns listade i Catalogue of Life.

## Bildgalleri

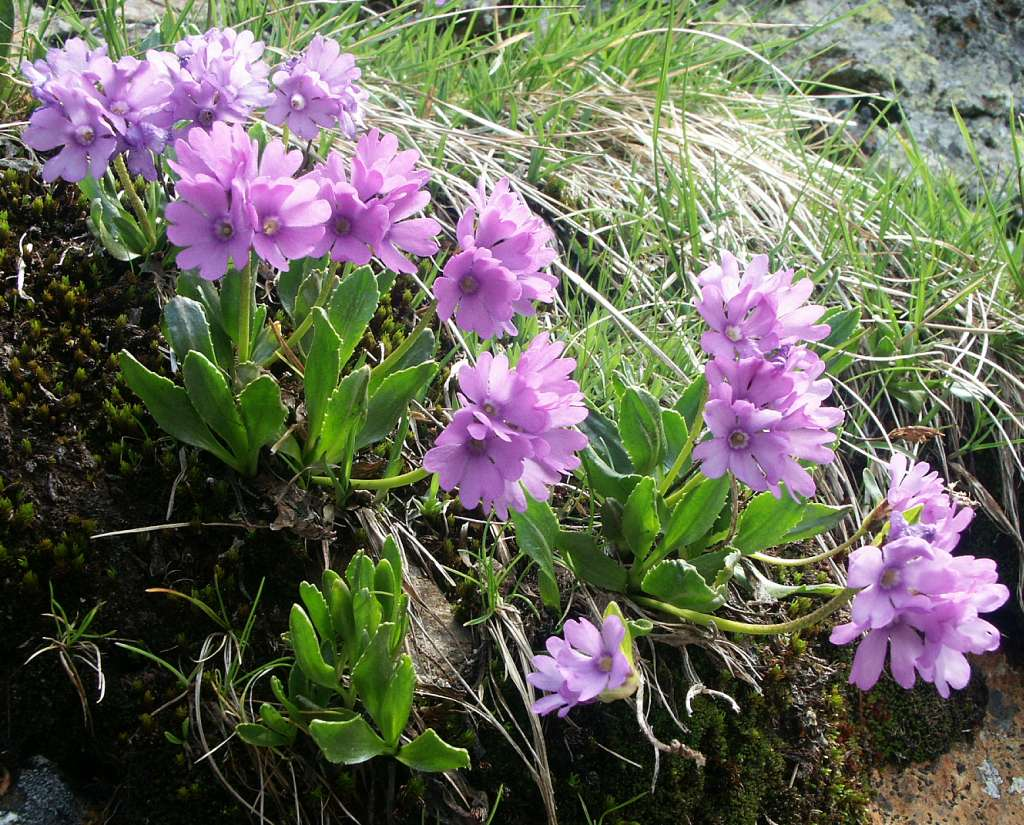
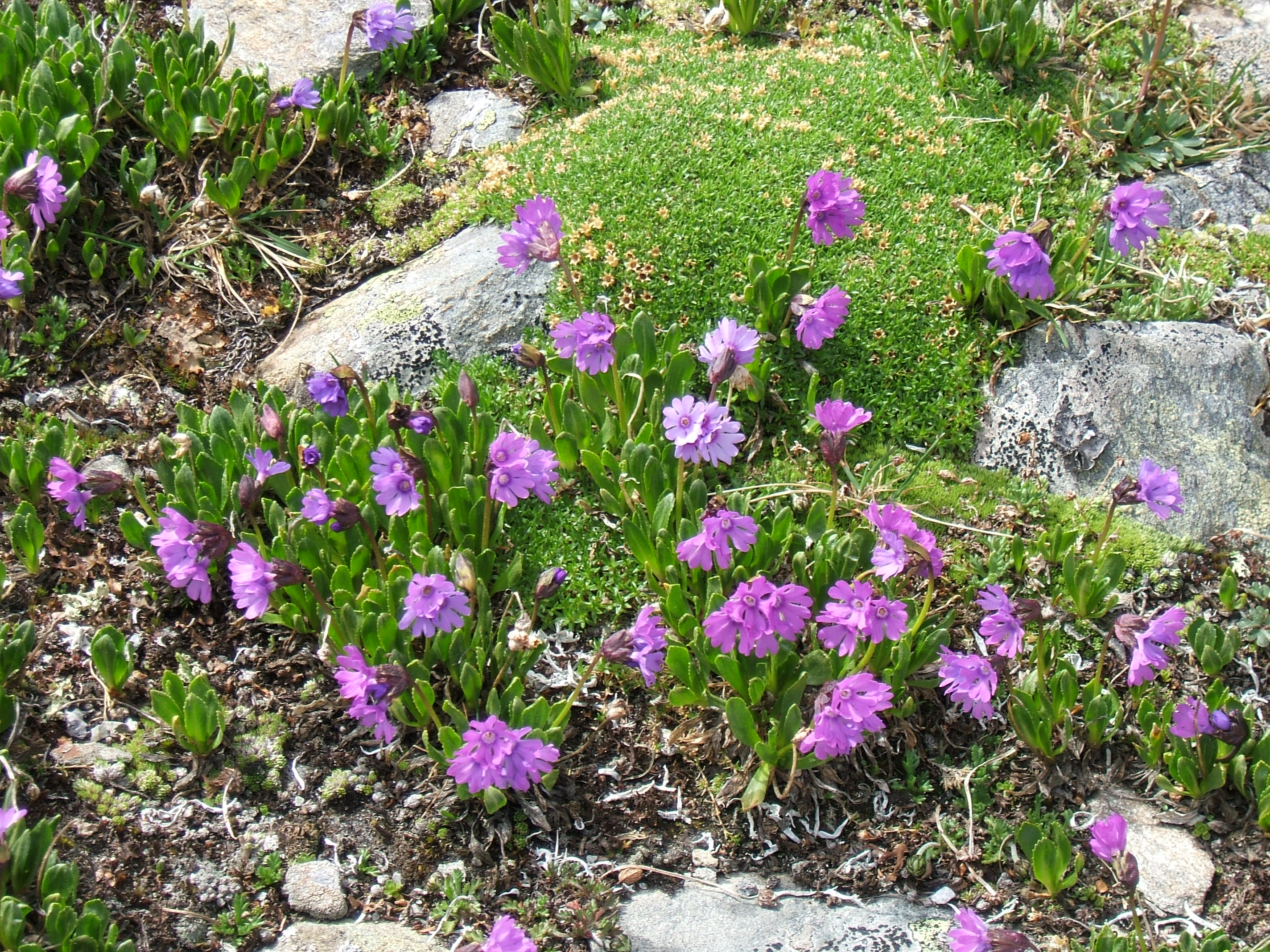
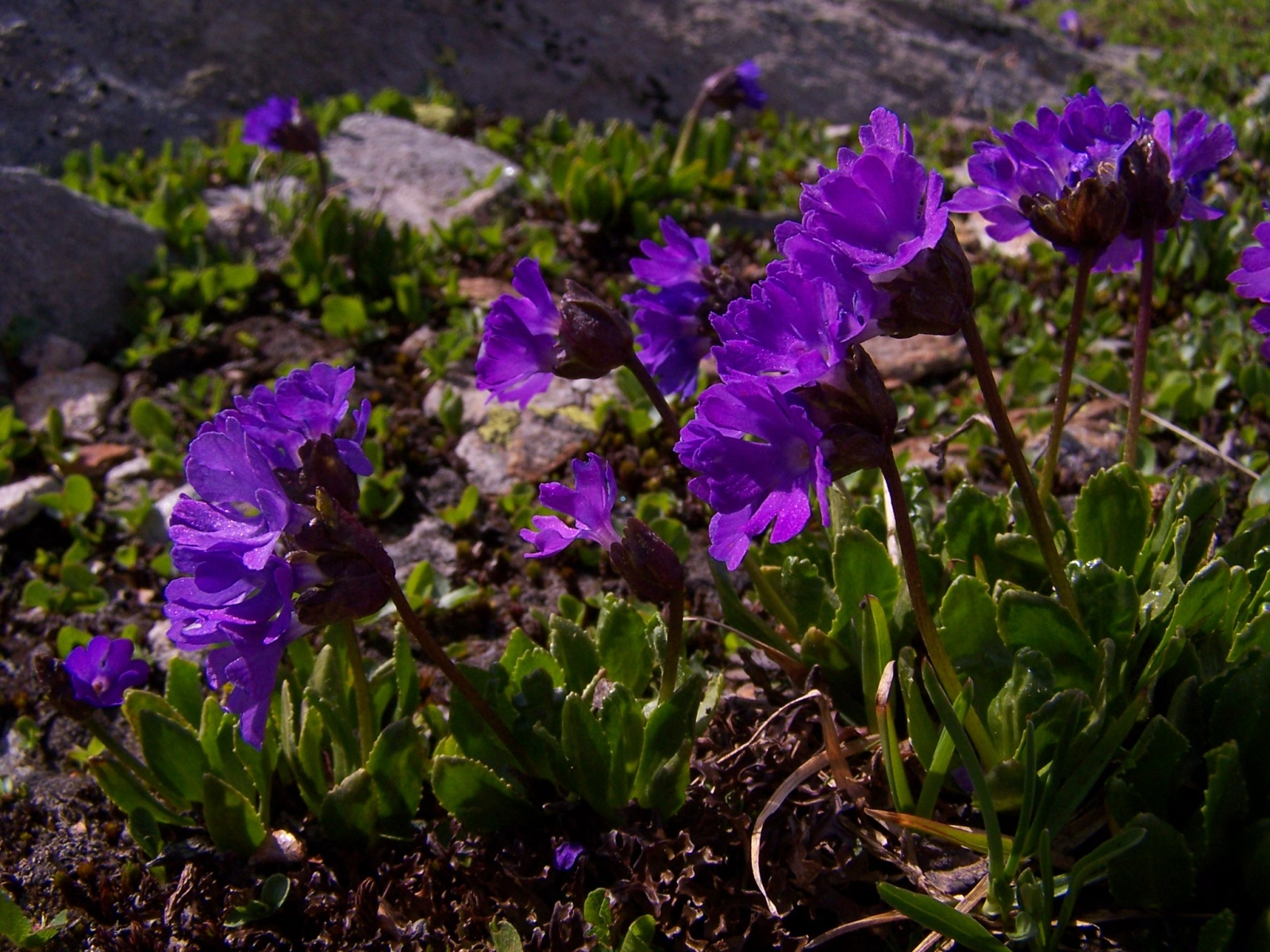
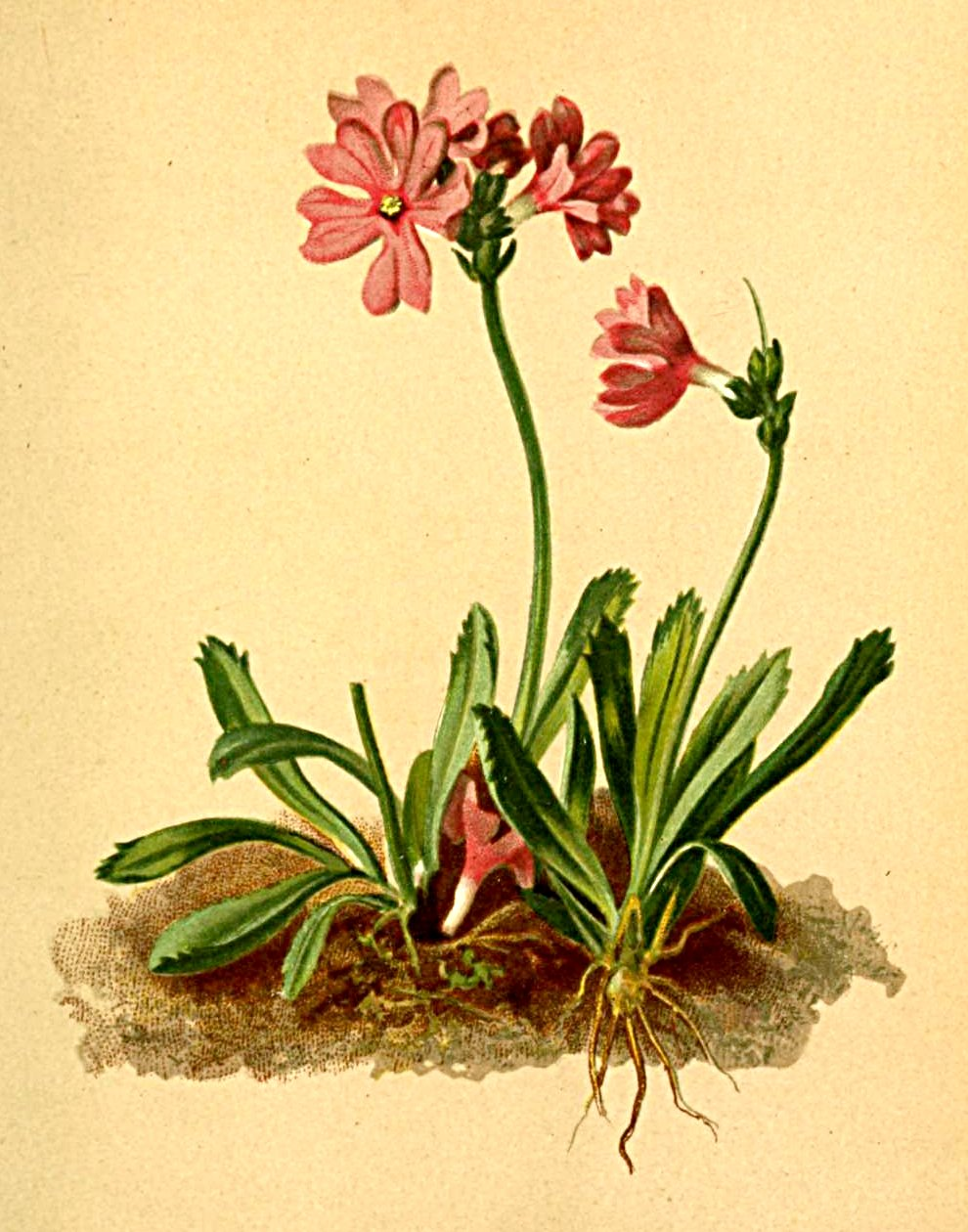